# Parbalogan
Parbalogan is een bestuurslaag in het regentschap Simalungun van de provincie Noord-Sumatra, Indonesië. Parbalogan telt 2528 inwoners (volkstelling 2010).